# Walter Bannert
Walter Bannert (* 28. November 1942 in Wien; † 10. September 2020) war ein österreichischer Film- und Fernsehregisseur sowie Kameramann, Filmproduzent, Drehbuchautor und Filmeditor.

## Leben
Der studierte Elektrotechniker begann seine Karriere als Fotograf und Kameramann. 1962 drehte er mit Blau-Weiß-Rot seinen ersten Experimentalkurzfilm. Von 1965 bis 1969 war er als Kameramann und Regisseur an Kultur-, Werbe- und Industriefilmen beteiligt. 1967 entstand mit Johannes Maria Walddorf sein erster Kurzspielfilm, es folgten die Kurzfilme Die Wienerin (1968) und Die Landstreicher (1968), für den Bannert den Förderungspreis der Stadt Wien erhielt.
1970 war er Mitgründer der Produktionsfirma Cinecoop Film und drehte für diese weiterhin Werbe- und Industriefilme sowie (oft in Zusammenarbeit mit Werner Fitzthum) Dokumentarfilme für das österreichische Fernsehen, darunter Kinder vor dem Bildschirm (1972), Die Wiener Stadtbibliothek, Meinungsforscher unter der Lupe und Ländliche Baukunst in Österreich. 1976 bis 1978 entstand unter seiner Regie die zweiteilige Dokumentation Johann Nestroy 1801–1862; auch für den Schnitt war Bannert verantwortlich.
Im Spielfilmbereich war Bannert zunächst als Produzent tätig; zu seinen Produktionen zählten Das Manifest (1974) von Antonis Lepeniotis und Die glücklichen Minuten des Georg Hauser (1974) von Mansur Madavi. Bei letzterem übernahm Bannert auch die Titelrolle.
Ende der 1970er Jahre verließ Bannert die Cinecoop und gründete die Bannert-Film, für die er 1979/80 seinen ersten Langspielfilm Was kostet der Sieg? schrieb, inszenierte und produzierte. Der Film kam 1981 in die Kinos und erhielt den Hauptpreis der Kinderfilmfestivals in Lecce, Giffoni und Moskau.
Einer der Hauptdarsteller von Was kostet der Sieg? war der junge Schauspieler Nikolas Vogel, der auch in den folgenden beiden Spielfilmen Bannerts die Hauptrolle verkörperte. Die Erben (1982) war ein Drama über den Einstieg eines Jungen in die Neonaziszene, Herzklopfen (1985) eine Komödie über ein junges Liebespaar, das ein Kind erwartet. Die Erben (50000 Kinobesucher) und Herzklopfen (97000 Kinobesucher) erhielten jeweils den Österreichischen Filmpreis für den an den Kinokassen erfolgreichsten österreichischen Film des Jahres.
Nach zwei weiteren, international produzierten Spielfilmen war Bannert seit Ende der 1980er Jahre vor allem in Deutschland als Regisseur für Fernsehfilme und -serien tätig. So inszenierte er mehrere Tatorte, im Jahr 1993 zahlreiche Folgen von Ein Bayer auf Rügen und 21 Folgen der Krimiserie Der Bulle von Tölz zwischen 1996 und 2000. 2007 wurde Liebe für Fortgeschrittene, eine bittersüße Komödie (ORF/MDR) unter seiner Regie verfilmt (Produktion: Epo-Film, Drehbuch: Konstanze Breitebner). Die Hauptrollen wurden von Heidelinde Weis und Günther Maria Halmer verkörpert. Seine letzte Arbeit als Regisseur war eine Folge für Die Rosenheim-Cops im Jahr 2016.

## Auszeichnungen
- 1984: Young Director Jury Prize beim World Film Festival in Montréal für Die Erben
- 1999: Goldene Romy als Bester Regisseur für Der Bulle von Tölz

## Filmografie (Auswahl)
- 1981: Was kostet der Sieg?
- 1982: Die Erben
- 1985: Herzklopfen
- 1987: Eis am Stiel 7 – Verliebte Jungs
- 1989: Gummibärchen küßt man nicht
- 1993: Tatort – Ein Sommernachtstraum
- 1996–2000: Der Bulle von Tölz (TV-Serie)
- 2000: Der Pfundskerl – Tote buchen keinen Urlaub (TV)
- 2001: Tatort – Nichts mehr im Griff (TV-Reihe)
- 2004: Tatort – Tod unter der Orgel (TV-Reihe)
- 2004: Zwei am großen See (TV-Serie)
- 2005: Unter weißen Segeln – Abschiedsvorstellung (TV-Reihe)
- 2008: 1:0 für das Glück (TV)
- 2009: Tatort – Kinderwunsch (TV-Reihe)
- 2010: Das Glück dieser Erde (TV-Serie, Folge 1–5)
- 2010: Der Winzerkönig (TV-Serie, fünf Folgen)
- 2012–2016: Die Rosenheim-Cops (TV-Serie, 21 Folgen)